# Prawo małżeńskie
Prawo małżeńskie – część prawa rodzinnego, zbiór przepisów prawnych regulujących rozpoczęcie, kontynuację i ważność małżeństwa.
Małżeństwo jest związkiem zazwyczaj między jednym mężczyzną i jedną kobietą. 
Począwszy od Holandii w 2001 roku, systemy prawa niektórych państw lub też inne jurysdykcje zezwalają na zawarcie lub tylko uznają małżeństwo osób tej samej płci, które zapewnia takiej parze osób wszystkie lub część praw i obowiązków pary małżeńskiej.
Ponieważ małżeństwo jest postrzegane jako porozumienie umowne z zastrzeżeniem procedury prawnej, świeżo poślubiona para podlega radykalnej zmianie jej statusu prawnego. Zmiana ta obejmuje przyjęcie pewnych wzajemnych praw i obowiązków. W wielu społeczeństwach obowiązki te obejmują: wspólne zamieszkiwanie w tych samych lub pobliskich mieszkaniach, świadczenie usług domowych, takich jak: wychowanie dzieci, przyrządzanie posiłków i sprzątanie oraz zapewnienie żywności, schronienia, ubrania i innych środków niezbędnych do życia. Prawa małżeństwa obejmują wspólną własność i wzajemne dziedziczenie nieruchomości w różnym stopniu, a w małżeństwach monogamicznych wyłączne prawo do stosunku płciowego.
Niezależnie od powyższego uogólnienia, każde społeczeństwo tak w przeszłości, jak i współcześnie miało lub ma własną koncepcję małżeństwa, a wiele z nich stworzyło prawa, które odzwierciedlają ich szczególne wzorce kulturowe i oczekiwania dotyczące małżeństwa.

## Majątkowe prawo małżeńskie
Majątkowe prawo małżeńskie objęte jest w całości regulacjami prawa świeckiego.

### Typy systemów majątkowych
1. Wspólność majątkowa – wspólność obejmowała majątek żony i męża wniesiony do małżeństwa oraz nabyty podczas jego trwania; majątkiem zarządzał mąż, który mógł nim swobodnie dysponować, chociaż w niektórych systemach prawnych do dysponowania nieruchomościami potrzebna była zgoda żony. Dziedziczenie: jeżeli nie było potomstwa, cały majątek (albo jego część) przypadała żyjącemu małżonkowi; jeżeli było potomstwo albo powstała wspólność rodzica i dzieci, albo połowę majątku otrzymywał rodzic, a połowa przypadała dzieciom. Występowanie: Niemcy, Prusy do 1598 roku, Rosja do połowy XVII wieku.
2. Ograniczona wspólność majątkowa – a) własność obejmowała wniesione ruchomości, dochody z dóbr własnych, ruchomości i nieruchomości nabyte w trakcie trwania małżeństwa albo b) wspólnotę dorobku, tj. nabytych podczas trwania małżeństwa ruchomości i nieruchomości albo c) ruchomości (zarówno wniesione, jak i nabyte w czasie trwania małżeństwa). Wspólnym majątkiem zarządzał mąż (nieruchomościami mógł dysponować tylko za zgodą żony). Dziedziczenie: a) w przypadku wspólności wniesionych ruchomości wspólny majątek dzielona na dwie części, z których jedna przypadała pozostałemu przy życiu małżonkowi, a druga spadkobiercom zmarłego; b) w przypadku wspólności dorobku albo wspólności ruchomości, jeżeli małżeństwo miało wspólne dzieci, to na nieruchomościach zabezpieczano ich prawa majątkowe, natomiast całością zarządzał żyjący małżonek (na dysponowanie nieruchomościami potrzebna zgoda dzieci); c) w przypadku braku potomstwa, wspólny majątek dzielony między pozostałego przy życiu małżonka i spadkobierców zmarłego. Występowanie: Francja.
3. Rozdzielność majątkowa – oba majątki pozostawały rozdzielone, majątkiem żony (oprócz wyprawy) zarządzał mąż, ale do dysponowania nieruchomościami potrzebna była zgoda żony. Dziedziczenie: po śmierci jednego z małżonków majątek przechodził na jego spadkobierców. Występowanie: Niemcy, Rosja od połowy XVII wieku, w Polsce – prawo magdeburskie i średzkie, Landrecht pruski, ABGB, Kodeks cywilny Królestwa Polskiego, BGB.
4. Rzymski system posagowy – posag żony stawał się własnością męża, jednak żona mogła mieć swój własny pozaposagowy majątek; mąż zarządzał majątkiem posagowym, ale nie mógł go alienować ani obciążać długami. Pozaposagowym majątkiem żona dysponowała swobodnie. Dziedziczenie: po śmierci męża majątek posagowy wracał do żony. Występowanie: południowa Francja.
5. System rządu posagowego – posag pozostawał własnością żony. Gdy posag ustanawiano w formie sumy zapisanej na dobrach – to oddawano je w zastaw użytkowy mężowi; gdy posag ustanowiono w pieniądzu – sumę posagową oraz wienną zabezpieczał mąż na połowie swoich dóbr – co nazywano oprawą (stanowiła hipotekę żony). Gotówką posagową oraz wienną dysponował mąż, na dysponowanie dobrami oprawnymi potrzebował zgody żony. Dziedziczenie: a) po śmierci męża żona obejmowała dobra oprawne w zastaw użytkowy (do czasu wypłaty sum posagowych przez spadkobierców jej męża); gdy mąż nie ustanowił wiana – wdowie należał się od spadkobierców męża tzw. wieniec, traktowany jako odszkodowanie za utracone dziewictwo; mąż mógł ustanowić dożywocie (zapis dla żony na wypadek wdowieństwa, przyznający jej prawo użytkowania części lub całości (najczęściej) majątku mężowskiego (bez możności dysponowania nim, oprócz prawa wydzierżawienia) do końca jej życia (stąd nazwa) lub do powtórnego zamążpójścia. b) po śmierci żony dobra oprawne przechodziły na dzieci, a gdy ich nie było – wiano wracało do męża; od XVI wieku również żona mogła ustanowić dożywocie na rzecz męża. Występowanie: polskie prawo ziemskie.

## Osobowe prawo małżeńskie
Osobowe prawo małżeńskie obejmuje zespół norm regulujących zawarcie małżeństwa, jego istotę oraz charakter, stosunki osobowe między małżonkami w trakcie trwania małżeństwa, jego ustanie.

### Typy osobowego prawa małżeńskiego
1. Laicki (świecki) – całokształt norm osobowego prawa małżeńskiego pochodzi od władzy świeckiej (państwowej lub plemiennej). Małżeństwo jest wyłącznie umową cywilną. Występuje w formie obowiązkowego ślubu cywilnego, albo w formie fakultatywnej: prawo wyboru między ślubem świeckim a wyznaniowym. Prawo do rozwodu mieli wszyscy, niezależnie od wyznania. Występowanie: Kodeks Napoleona z 1804 r., Księstwo Warszawskie, w Królestwie Polskim do 1825, BGB z 1896 r., w II Rzeczypospolitej na terenie byłego zaboru pruskiego oraz na Spiszu i Orawie, projekt osobowego prawa małżeńskiego Karola Lutostańskiego z 1929 r., w tzw. Polsce Ludowej na mocy dekretu - Prawo małżeńskie osobowe z 25 września 1945 r.
2. Wyznaniowy – normodawcą w zakresie osobowego prawa małżeńskiego był dany kościół, a władza państwowa jedynie sankcjonowała normy wyznaniowe. Regulowany głównie poprzez konstytucję Tametsi (dla państw katolickich) lub też przez państwowe rozporządzenia, co miało miejsce głównie w krajach protestanckich. Uzależniało ono sposób i przebieg zawierania małżeństwa od wyznania. Dwoisty charakter małżeństwa: umowa cywilna i sakrament. Formą obowiązkową i wyłączną zawarcia małżeństwa był ślub kościelny. Brak możliwości rozwodu dla katolików, istniała jedynie możliwość unieważnienia małżeństwa lub orzeczenie separacji. Osobom innych wyznań (np. żydzi, protestanci) przysługiwało prawo do rozwodu. Występowanie: Europa od X wieku do czasów reformacji; w Królestwie Polskim od dekretu cara Mikołaja I z 1836 roku. (Zwód praw Cesarstwa Rosyjskiego z 1835 r., ustawa o małżeństwie w Królestwie Polskim z 1836 r.)
3. Mieszany (świecko-wyznaniowy) – zasadniczo władza państwowa stanowiła regulację osobowego prawa małżeńskiego, jednak dopuszczała w pewnym zakresie, aby niektóre kwestie podlegały regulacjom pochodzącym od władzy kościelnej. Małżeństwo jako umowa cywilna przewidziana przez prawo świeckie, ale uregulowana przepisami prawa wyznaniowego. Formy zawarcia małżeństwa stanowiło obowiązkowy ślub kościelny dla osób określonego wyznania lub wyłącznie świecki dla osób bezwyznaniowych. Podobnie jak w wyznaniowym typie prawa małżeńskiego był brak możliwości rozwodu dla katolików, istniała jedynie możliwość unieważnienia małżeństwa lub orzeczenie o separacji. Osobom innych wyznań przysługiwało prawo do rozwodu. Sądy państwowe orzekały na podstawie prawa wyznaniowego. Występowanie: Ehepatent Józefa II z 1783 r., Landrecht pruski z 1794 r., ABGB z 1811 r.,  Kodeks Cywilny Królestwa Polskiego z 1825 r., w II Rzeczypospolitej (na terenie Małopolski i Śląska Cieszyńskiego)[2].

## Małżeństwo w prawie międzynarodowym
- Europejska konwencja praw człowieka (1950) art. 12 Mężczyźni i kobiety w wieku małżeńskim mają prawo do zawarcia małżeństwa i założenia rodziny zgodnie z ustawami krajowymi regulującymi korzystanie z tego prawa. Art. 5 Protokołu Siódmego (1984): Małżonkom przysługują równe prawa i obowiązki o charakterze cywilnoprawnym w stosunkach wynikających z małżeństwa, tak pomiędzy nimi, jak w stosunkach z ich dziećmi, w trakcie trwania małżeństwa i w związku z jego rozwiązaniem. Niniejszy Artykuł nie stoi na przeszkodzie podjęciu przez Państwo środków koniecznych do zabezpieczenia dobra dzieci[3].
- Uzupełniająca Konwencja w sprawie zniesienia niewolnictwa, handlu niewolnikami oraz instytucji i praktyk zbliżonych do niewolnictwa (1956) w art. 2 nakazuje ustanowić gdzie należy odpowiednią dolną granicę wieku zawierania małżeństw, zachęcać do stosowania takich środków, dzięki którym obie strony wstępujące w związek małżeński miałyby możność swobodnego wyrażania zgody na dany związek w obecności właściwej świeckiej osoby urzędowej albo przedstawiciela wyznania, oraz nakłaniać do rejestracji małżeństw[4][5][6]
- Konwencja o obywatelstwie kobiet zamężnych (1957) art. 1 ani zawarcie, ani rozwiązanie związku małżeńskiego pomiędzy jego obywatelem a cudzoziemcem, ani też zmiana obywatelstwa przez małżonka w czasie trwania związku małżeńskiego nie wpłyną automatycznie na obywatelstwo żony.
- Konwencja w sprawie zgody na zawarcie małżeństwa, najniższego wieku małżeńskiego i rejestracji małżeństw (1964) art. 1. 1. Małżeństwo nie może być prawnie zawarte bez pełnej i swobodnej zgody obu stron, zgoda ta powinna być przez nie wyrażona osobiście, po należytym podaniu do wiadomości publicznej i w obecności właściwej władzy, przed którą małżeństwo ma być zawarte, oraz świadków, zgodnie z przepisami prawa. 2. Pomimo postanowień ust. 1, obecność którejkolwiek ze stron nie będzie konieczna, jeżeli właściwa władza stwierdzi, że istnieją wyjątkowe okoliczności i że strona wyraziła zgodę przed jakąkolwiek właściwą władzą w sposób przewidziany przez ustawę i nie cofnęła jej.
- Międzynarodowa konwencja w sprawie likwidacji wszelkich form dyskryminacji rasowej (1966) w art. 5 zobowiązuje strony do zapewnienia bez różnicy rasy, koloru skóry, pochodzenia narodowego bądź etnicznego równość wobec prawa, w tym (w podpunkcie d.IV) korzystanie z prawa do zawierania małżeństwa i do wyboru małżonka[7]
- Międzynarodowy Pakt Praw Obywatelskich i Politycznych (1966) w art. 23 Rodzina jest naturalną i podstawową komórką społeczeństwa i ma prawo do ochrony ze strony społeczeństwa i Państwa. Uznaje się prawo mężczyzn i kobiet w wieku małżeńskim do zawarcia małżeństwa i założenia rodziny. Żaden związek małżeński nie może być zawarty bez swobodnie wyrażonej i pełnej zgody przyszłych małżonków[8].
- Międzynarodowy Pakt Praw Gospodarczych, Społecznych i Kulturalnych (1966) w art. 10 nakazuje udzielić jak najszerszej ochrony i pomocy rodzinie jako naturalnej i podstawowej komórce społeczeństwa, w szczególności przy jej zakładaniu i w okresie trwania odpowiedzialności rodziny za opiekę i wychowanie dzieci pozostających na jej utrzymaniu. Związek małżeński powinien być zawierany przy swobodnie wyrażonej zgodzie przyszłych małżonków.
- Konwencja w sprawie likwidacji wszelkich form dyskryminacji kobiet (1979) w art. 16 zapewnia dla kobiet na warunkach równości z mężczyznami m.in. równe prawo zawierania małżeństwa, równe prawo swobodnego wyboru małżonka i zawierania małżeństwa wyłącznie za własną swobodną i pełną zgodą, równe prawa i obowiązki w czasie trwania małżeństwa i po jego rozwiązaniu, równe prawa i obowiązki rodzicielskie, równe prawa osobiste męża i żony, w tym również w zakresie wyboru nazwiska, zawodu i zajęcia, równe prawa każdego z małżonków w odniesieniu do własności.
- Karta Praw Podstawowych (2007) art. 9: Prawo do zawarcia małżeństwa i prawo do założenia rodziny są gwarantowane zgodnie z ustawami krajowymi regulującymi korzystanie z tych praw.
- Konwencja o zapobieganiu i zwalczaniu przemocy wobec kobiet i przemocy domowej (2011) w art. 37 zobowiązuje strony, by działania polegające na zmuszaniu osoby dorosłej lub dziecka do zawarcia małżeństwa podlegały odpowiedzialności karnej, zaś w art. 32 by strony zapewniły, że małżeństwa zawarte pod przymusem mogą zostać unieważnione, anulowane lub rozwiązane bez nieuzasadnionego obciążenia finansowego lub administracyjnego dla ofiary.

## Sytuacja w Polsce
W polskim prawie małżeństwo definiuje się jako trwały, egalitarny związek mężczyzny i kobiety powstały z ich woli w sposób sformalizowany określony jako swoista dwustronna czynność prawna zbliżona do kategorii umów.
Według prawodawstwa w Polsce, zawarcie małżeństwa następuje przez złożenie przez dwie osoby przeciwnej płci i stanu wolnego, zgodnego oświadczenia (przysięga małżeńska) o wstąpieniu w związek małżeński, jeżeli czyniąc to znajdują się jednocześnie w obecności kierownika urzędu stanu cywilnego – ewentualnie w obecności duchownego, kiedy zawierają związek małżeński podlegający prawu wewnętrznemu wybranego związku wyznaniowego, oświadczą wolę jednoczesnego zawarcia małżeństwa cywilnego, a kierownik urzędu stanu cywilnego sporządzi następnie akt małżeństwa.
Z ważnych powodów za zezwoleniem sądu oświadczenie takie może być złożone przez pełnomocnika (per procura).
Kodeks rodzinny i opiekuńczy określa dolną granicę wieku dla obojga małżonków na 18 lat, jednakże z ważnych powodów sąd opiekuńczy może zezwolić na zawarcie małżeństwa kobiecie, która ukończyła 16 lat. Kodeks postępowania cywilnego wymaga wniosku zainteresowanej.
Każdy małżonek może zdecydować o tym, jakie nazwisko będzie nosił po zawarciu związku małżeńskiego. Stosowne oświadczenie jest składane kierownikowi USC bezpośrednio po zawarciu małżeństwa lub przed sporządzeniem zaświadczenia, o którym mowa w art. 41 § 1 k.r.o.
Stosowne kombinacje możliwości małżonków co do nazwiska, jakie będą nosili po zawarciu małżeństwa, przedstawiają się następująco:
1. mogą nosić wspólne nazwisko, które jest dotychczasowym nazwiskiem jednego z nich,
2. mogą każdy z osobna zachować swoje dotychczasowe nazwisko,
3. mogą połączyć nazwisko małżonka ze swoim nazwiskiem. Po połączeniu nazwisko konkretnej osoby nie może składać się z więcej niż dwóch członów.

Jeżeli małżonkowie nie złożyli stosownych oświadczeń co do swojego nazwiska, każdy z nich pozostaje przy nazwisku dotychczasowym.